# Ingrid Becker
Ingrid Mickler-Becker (Geseke, 26 de setembro de 1942) é uma ex-atleta da Alemanha Ocidental e bicampeã olímpica no pentatlo e no revezamento 4X100 metros.
Sua carreira durou de 1960 a 1972. Foi duas vezes campeã européia de atletismo, no salto em distância e no revezamento 4X100 m, em 1971. Seu auge como atleta aconteceu em 1968 e 1972. Nos Jogos da Cidade do México, em 1968, com apenas 16 anos, conquistou a medalha de ouro no pentatlo e quatro anos depois, nos Jogos Olímpicos de Munique, conquistou mais uma, integrando o revezamento 4X100 m da Alemanha Ocidental, campeão olímpico da prova.
Em 1990 tornou-se secretária de estado da Renânia-Palatinado, deixando o posto no ano seguinte, quando seu partido, a União Democrata-Cristã, perdeu as eleições. Atualmente, é membro do Comitê Olímpico Nacional da Alemanha.